# Мислення розвідника
«Мислення розвідника. Як припинити обманювати себе й побачити найкраще рішення» (англ. The Scout Mindset: Why Some People See Things Clearly and Others Don't) — публіцистична книжка Джулії Ґалеф 2021 року.
У книжці Ґалеф аргументує те, що вона називає мисленням розвідника: «мотивація бачити речі такими, якими вони є, а не такими, якими б ви хотіли, щоб вони були». Мислення розвідника наголошує на допитливості, неупередженому пошуку правди та готовності приймати реальність, навіть якщо ця реальність є несподіваною. Ґалеф протиставляє це «солдатському мисленню», яке, за її словами, є природною схильністю використовувати вмотивовані міркування для захисту своїх теперішніх переконань замість того, щоб бути відкритим до їх зміни.

## Передісторія
2012 року Ґалеф стала співзасновницею Центру прикладної раціональності, організації, яка зосереджена на освіті людей щодо раціональності та когнітивних упереджень. Але 2016 року вона залишила організацію, відчуваючи, що її робота там не приносить таких високих результатів, як вона хотіла, і почала писати книжку «Мислення розвідника». Вона працювала над книжкою упродовж п’яти років, перш ніж та вийшла друком, тому що хотіла, щоб книжка була підтверджена доказами, і тому, що її погляди на тему змінилися під час дослідження та написання про неї. Книжка вийшла 13 квітня 2021 року у видавництві Portfolio, підрозділі Penguin. 

## Короткий зміст
Книжку поділено на п'ять частин, зі вступом та висновком.
Частина I, «Обґрунтування мислення розвідника», описує «мислення розвідника», стиль мислення, який зосереджений на щирому пошуку правди, і протиставляє його «солдатському мисленню», стилю мислення, який зосереджений на захисті своїх теперішніх переконань. Ґалеф перераховує кілька переваг солдатського мислення, але стверджує, що люди схильні систематично недооцінювати цінність мислення розвідника.
Частина II, «Розвиток самосвідомості», обговорює способи вивчення власного мислення. Ґалеф наводить приклади того, що вказує на  мислення розвідника, а що — ні, пропонує способи помічати упередженість і протидіяти їй, а також описує стратегії для кількісного визначення та маркування рівнів впевненості.
Частина III, «Процвітання без ілюзій», стверджує, що гадані переваги надмірної впевненості та самообману не є переконливими причинами ухилятися від мислення розвідника. Ґалеф каже, що іноді самообман вважають цінним для того, щоб залишатися щасливим, справлятися зі складними ситуаціями, мотивувати себе чи впливати на інших, але вона стверджує, що існують ефективні способи досягти цих цілей, не жертвуючи свідомістю.
У частині IV «Змінити свою думку» Ґалеф описує стратегії, які полегшують процес зміни власної думки. Вона радить реагувати на докази власної неправоти, оновлюючи свої переконання, а не розглядати неправильне переконання як невдачу. Рекомендує звертати увагу на речі, які збивають з пантелику або здаються безглуздими, оскільки вони можуть бути доказом помилкових припущень. І дає поради щодо того, як продуктивно взаємодіяти з різними поглядами.
Частина V, «Переосмислення ідентичності», зосереджується на тому, як переконання пов’язані з ідентичністю. Ґалеф досліджує, як і чому люди формують ідентичність навколо своїх переконань, і каже, що коли переконання є частиною чиєїсь ідентичності, це переконання стає важче змінити. Вона пропонує обмежити ступінь, до якої ідеологія чи рух стає частиною ідентичності людини, і стверджує, що, попри інтуїцію, «несерйозне ставлення до своєї ідентичності» може бути корисним для активізму. Вона також дає підстави прийняти мислення розвідника як частину своєї ідентичності.

### Приклади
У книжці обговорено приклади для ілюстрації скаутського мислення, зокрема:
- Джефф Безос та Ілон Маск, успішні підприємці, які, за словами Ґалеф, не були надто впевнені у своїх шансах на успіх, коли розпочинали свою діяльність[2].
- Стівен Каллаґен, моряк, який багато тижнів пережив у морі на рятувальному плоті завдяки обережному прийняттю рішень і уникненню самообману[5].
- Жорж Пікар, військовий чиновник, який, попри особисті упередження та зовнішній тиск, працював над пошуком доказів, які виправдали Альфреда Дрейфуса після того, як останнього було помилково засуджено у справі Дрейфуса[10].

Ґалеф описує персонажа «Зоряного шляху», містера Спока, як контраст до мислення розвідника. Згідно з Ґалеф, Спок набагато менш раціональний, ніж він заявляє: він погано міркує про поведінку інших людей, коли вважає, що їхні рішення нелогічні, і погано вміє прогнозувати. Згідно з вичерпною каталогізацією Ґалеф, передбачення персонажа щодо майбутнього часто є неточними, і що більше він висловлює впевненості, то більша ймовірність того, що він помиляється.

### Психологічна основа
Концептуальна основа книжки має підґрунтя у психологічних дослідженнях. Дослідження вказують на те, що мислення солдата є типовим способом міркування людини в ситуаціях з високими ставками, тоді як мислення розвідника має подібність до «активно відкритого мислення», як його описав психолог Джонатан Берон.

## Прийняття
Книжку та спосіб мислення, який вона пропагує, високо оцінили. Стівен Л. Картер з Bloomberg News сказав, що книжка «повністю заслуговує на визнання, яке вона здобула», тоді як Тім Гарфорд з Financial Times згадав її як одну з кількох хороших книжок про незгоду. Раян Янг з Інституту конкурентоспроможного підприємництва назвав її «дуже читабельною» і сказав, що найкраще з того, що вона радить, це регулярно практикувати мислення розвідника.
В огляді в The Wall Street Journal Майкл Шермер високо оцінив концепцію мислення розвідника, сказавши, що воно має значення для розуміння того, чому люди роблять щось неправильно та чому вони не змінюють свою думку. Він назвав книжку «цікавою та повчальною розповіддю, з якої ми всі можемо отримати користь». Journal вніс книжку «Мислення розвідника» до списку «12 книжок, з яких варто почати розумний Новий рік» на 2022 рік.
Політичний стратег Домінік Каммінґс високо оцінив книжку та запропонував уряду Великої Британії попросити Ґалеф допомогти у прийнятті рішень. Каммінґс написав у Twitter: «Якби 20 найвпливовіших людей, які мають справу з Covid в уряді Великобританії, прочитали/інтерналізували «Мислення розвідника» Джулії Ґалеф, десятки тисяч померлих могли б бути живими».
Філософ Вілл Макаскілл рекомендував цю книжку як «чудову книжку, що виражає спосіб міркування, який справді резонує» йому. Про спосіб мислення, який обстоює книжка, Макаскілл сказав: «Я не знаю, чи завжди я цього досягаю, але це те, до чого я намагаюся прагнути».

### В академічному середовищі
Книжку також цитували в наукових колах. Бенджамін Дж. Ловетт, у статті для журналу Psychological Injury and Law, написав, що мислення розвідників і солдатів є «корисною основою для роздумів про роль пропаганди та об’єктивності в психологічній практиці (та в інших місцях)». Однак Ловетта не переконали твердження Ґалеф про те, що мислення розвідника робить захисників ефективнішими; він писав, що це правда іноді, але не завжди.
Стаття в Journal of Ecumenical Studies цитувала роботу Ґалеф щодо того, чому політична поляризація робить людей менш сприйнятливими до прозелітизму, ніж вони могли б бути в іншому випадку.

## Переклад українською
2023 року у видавництві «Наш Формат» вийшов український переклад книжки «Мислення розвідника. Як припинити обманювати себе й побачити найкраще рішення». Перекладачка — 	Наталія Яцюк.